# Xã Newell, Quận Vermilion, Illinois
Xã Newell (tiếng Anh: Newell Township) là một xã thuộc quận Vermilion, tiểu bang Illinois, Hoa Kỳ. Năm 2010, dân số của xã này là 13.969 người.